# 王昶 (成化進士)
王昶（1435年—？），字必照，直隸鳳陽府宿州靈璧縣人，明朝政治人物。進士出身。

## 生平
應天府鄉試第三十六名。成化二年（1466年）丙戌科會試第八十二名，殿試登進士第三甲第一百一十四名。

## 家族
曾祖王恭。祖父王友。父王麟。